# Verhältnismässigkeitsprinzip
Das Verhältnismässigkeitsprinzip ist in der Schweiz ein Rechtsgrundsatz. Es verlangt das Abwägen von Massnahmen im öffentlichen Interesse gegenüber den dadurch entstehenden Einschnitten in private Interessen und Grundrechte.
In der Bundesverfassung der Schweizerischen Eidgenossenschaft ist das Prinzip in Art. 5 BV (Grundsätze rechtsstaatlichen Handelns) verankert: «Staatliches Handeln muss im öffentlichen Interesse liegen und verhältnismässig sein.»
Es zählt zu den Grundprinzipien des Schweizer Rechtsstaats. Verwaltungsmassnahmen müssen demnach ein geeignetes bzw. zweckmässiges sowie ein erforderliches Mittel sein, um ein öffentliches Interesse durchzusetzen, und gegenüber dem Eingriff in die betroffenen Privatinteressen abgewogen werden. Eingriffszweck und Eingriffwirkung müssen also verhältnismässig sein, d. h., Massnahmen mit geringem öffentlichem Interesse und zugleich starken Eingriffen in private Freiheiten sind rechtswidrig. Ausserdem sind dem Prinzip zufolge bei mehreren möglichen Massnahmen, die alle dem öffentlichen Interesse gerecht werden, stets die milderen zu bevorzugen.